# Śmielinka
Śmielinka (lit. Smėlynės) – część miasta Dukszty na Litwie, w okręgu uciańskim, w rejonie ignalińskim.
Inna nazwa miejscowości to Smelinka.
Dawnej zaścianek.

## Historia
W dwudziestoleciu międzywojennym zaścianek leżał w Polsce, w województwie nowogródzkim (od 1926 w województwie wileńskim), w powiecie brasławskim (od 1926 w powiecie święciańskim), w gminie Dukszty.
Według Powszechnego Spisu Ludności z 1921 roku zamieszkiwało tu 51 osób, 23 były wyznania rzymskokatolickiego, a 28 staroobrzędowego. Jednocześnie 19 mieszkańców  zadeklarowało polską przynależność narodową, 3 białoruską, a 29 litewską. Było tu 5 budynków mieszkalnych. W 1931 zamieszkiwały tu 142 osoby w 20 budynkach.
Miejscowość należała do parafii rzymskokatolickiej w Duksztach. Podlegała pod Sąd Grodzki w Święcianach i Okręgowy w Wilnie; właściwy urząd pocztowy mieścił się w Duksztach.